# Milovice nad Labem
Milovice (deutsch Milowitz) ist eine Stadt in Tschechien. Sie liegt zwölf Kilometer nordwestlich von Nymburk und gehört zum Okres Nymburk.

## Geographie
Milovice befindet sich am rechten Ufer des Baches Mlynařice auf der Böhmischen Tafel am Rande der Elbniederung. Nordwestlich der Stadt liegt die Strafvollzugsanstalt Jiřice.
Nachbarorte sind Lipník im Norden, Boží Dar, Vanovice und Všejany im Nordosten, Straky und Zbožíčko im Osten, Vápensko im Südosten, Stratov und Ostrá im Süden, Lysá nad Labem im Südwesten, Stará Lysá, Mladá und Benátecká Vrutice im Westen sowie Čihadla und Jiřice im Nordwesten.

## Geschichte
Das Dorf Milewicz wurde 1396 als Sitz des Vladiken Holomka erstmals urkundlich erwähnt. Ab 1454 besaßen die Smiřický von Smiřice das Dorf. Im Dreißigjährigen Krieg gelangte es an den kaiserlichen Heerführer Johann von Wörth. Ihm folgte Susanne von Klenau (Zuzana z Klenové), die einen Teil ihres Besitzes ihrer Mutter Susanne Marie Gräfin von Schützen überließ. 1768 erwarb der Prager Erzbischof Anton Peter Příchovský von Příchovice die Güter.

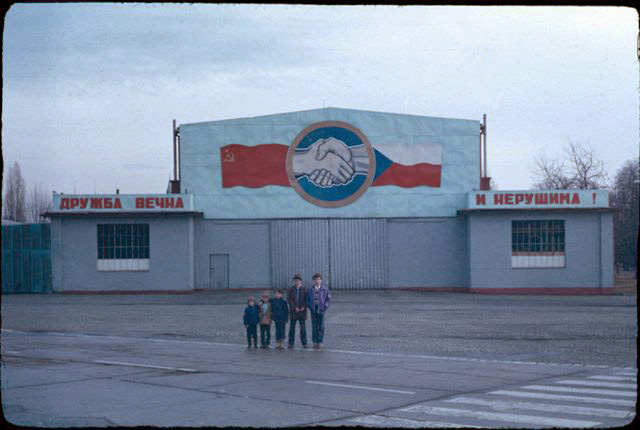
Panzerhalle des Truppenübungsplatzes 1985

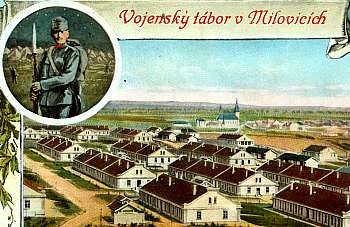
Alte Postkarte von 1908

Nach der Aufhebung der Patrimonialherrschaften bildete Milovice ab 1850 eine Gemeinde im Bezirk Jungbunzlau. Bedeutsam für die Geschichte der Stadt war die Errichtung eines Truppenübungsplatzes mit Schießplatz und großem Übungsgelände an der Stelle des Hofes Boží Dar durch die k.u.k. Armee im Jahre 1904. Das nördlich der Stadt gelegene Dorf Mladá wurde bei der Errichtung des Militärgebietes aufgelöst. Im darauf folgenden Jahr erwarb Rudolf Franz Graf Kinsky die Herrschaft. 1914 entstand das Kriegsgefangenenlager Milowitz, in dem bis zu seiner Auflösung im Jahre 1916 46.000 Kriegsgefangene interniert waren.
Nach der deutschen Besetzung übernahm 1939 die Wehrmacht den Truppenübungsplatz Milowitz. Im Zuge einer Bodenreform wurden daraufhin die Grafen Kinsky enteignet. Der Truppenübungsplatz wurde 1945 von der Tschechoslowakischen Armee übernommen. Nach dem Zweiten Weltkrieg kam die Gemeinde zum Okres Nymburk. Das Militärgelände wurde nach dem Einmarsch der Warschauer Paktstaaten 1968 von der Sowjetarmee besetzt. Von 1968 bis 1991 befanden sich bei Milovice das sowjetische Hauptquartier, ein Truppenübungsplatz und der Militärflugplatz Boží Dar. Westlich von Milovice entstanden die Plattenbausiedlungen Mladá I und II, die heute den Ortsteil Mladá bilden. Die frühere sowjetische Militärkolonie bildet heute den Ortsteil Boží Dar. Am 3. September 1991 wurde Milovice zur Stadt erhoben.

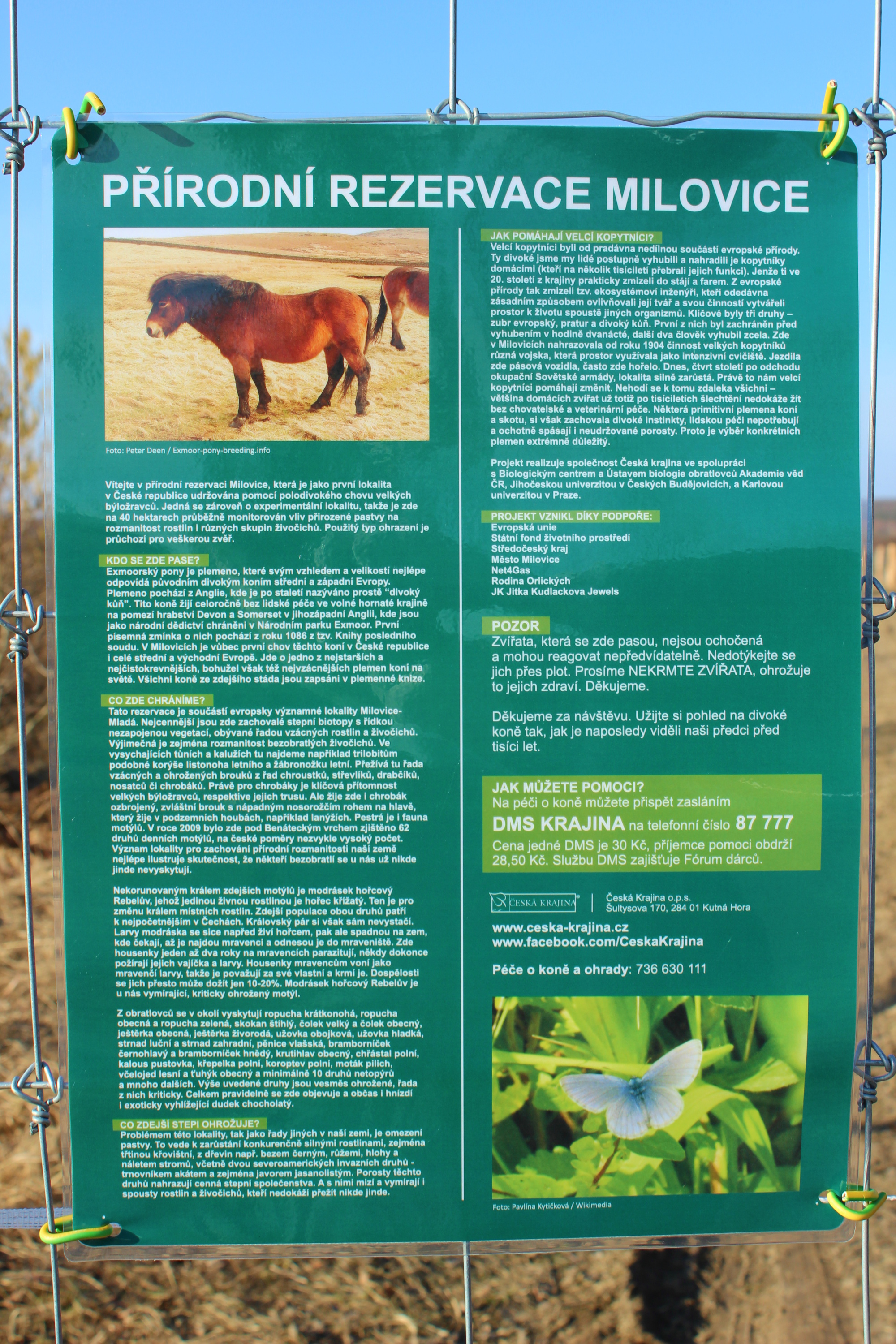
Schautafel im Naturschutzgebiet

1996 begann die Revitalisierung des Militärgeländes. 2002 wurde auf einem Teilgebiet das Naturschutzgebiet Pod Benáteckým vrchem eingerichtet, in dem zwischenzeitlich Exmoor-Ponys und Tauros-Rinder ausgewildert wurden.

## Stadtgliederung
Die Stadt Milovice besteht aus den Ortsteilen Benátecká Vrutice (Wrutitz b. Benatek), Boží Dar (Bozidar), Mladá und Milovice (Milowitz).

## Sehenswürdigkeiten
- Kirche der hl. Katharina, das ursprünglich barocke Bauwerk wurde zwischen 1906 und 1907 umgestaltet
- Barocke Statue des hl. Antonius von Padua, geschaffen 1738
- Italienischer Militärfriedhof aus der Zeit des Kriegsgefangenenlagers im Ersten Weltkrieg, südwestlich der Stadt
- Stadtmuseum in Mladá
- Park Mirakulum, größter Vergnügungspark in der Tschechischen Republik

## Kultur
Seit 2015 findet jährlich im August auf dem ehemaligen Flugplatz das dreitägige Let It Roll Festival mit ungefähr 25.000 Besuchern statt.

## Verkehr
Milovice hat einen Bahnhof an der Bahnstrecke Lysá nad Labem–Milovice.